# Meinhard Lukas

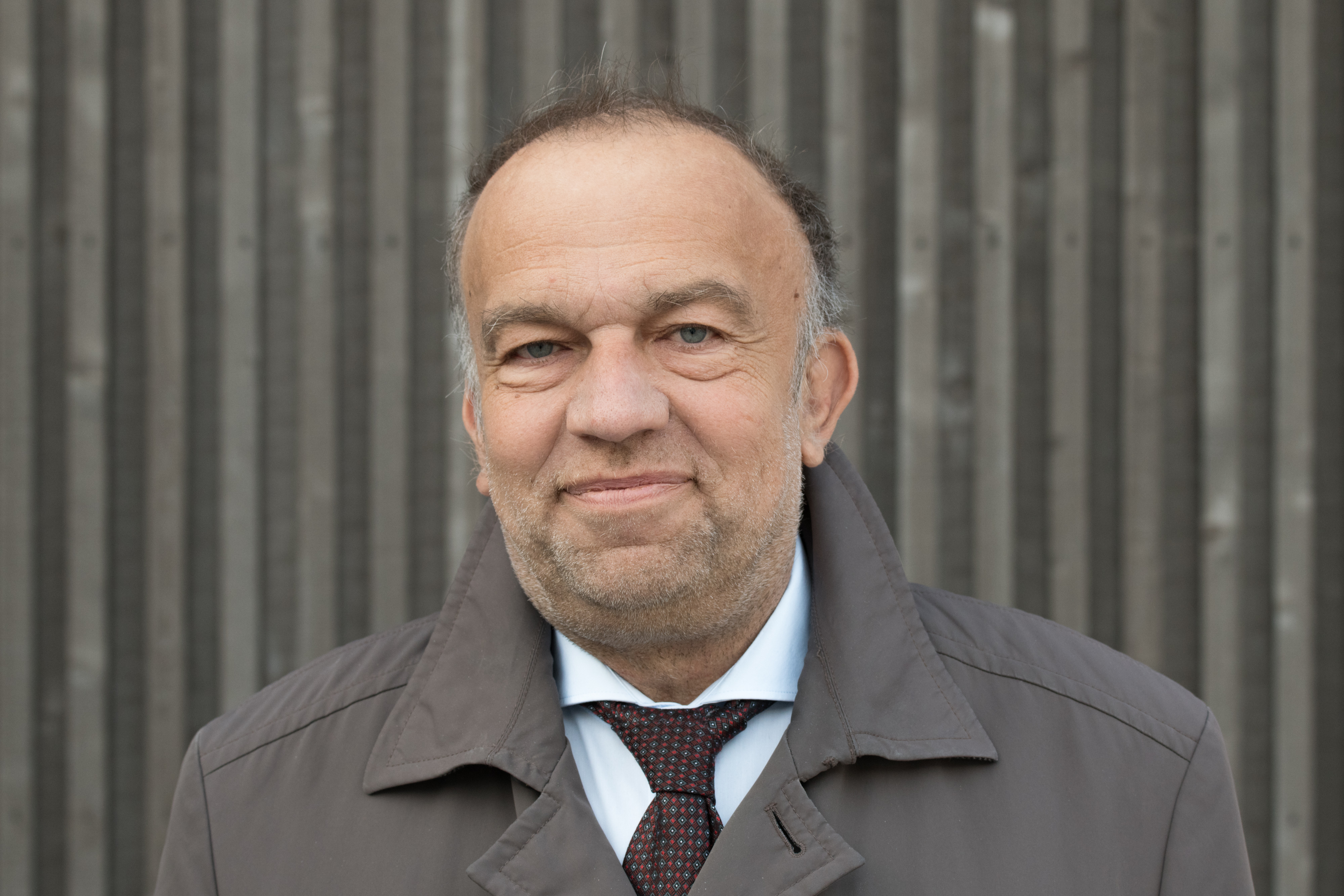
Meinhard Lukas (2022)

Meinhard Lukas (* 20. Februar 1970 in Wels) ist Professor für Zivilrecht an der Rechtswissenschaftlichen Fakultät der Johannes Kepler Universität Linz. Vom Oktober 2015 bis September 2023 war er Rektor dieser Universität.

## Herkunft und Ausbildung
Meinhard Lukas wurde in Wels als Sohn des Richters Julius Lukas und der Berufschullehrerin Helga Lukas geboren. Er besuchte das neusprachliche Gymnasium in Wels, Dr. Schauer Straße und begann nach seiner Matura 1988 das Studium der Rechtswissenschaften an der Johannes Kepler Universität Linz sowie der Betriebswirtschaftslehre an der Wirtschaftsuniversität Wien. Nach Abschluss des rechtswissenschaftlichen Studiums mit dem akademischen Grad des Magister iuris im November 1992 promovierte er 1998 zum Doktor iuris. 2004 habilitierte er für das Fach Bürgerliches Recht.
Privat ist Lukas verheiratet und Vater von zwei Töchtern.

## Berufliche Karriere
Lukas begann seine wissenschaftliche Karriere 1990 als Studienassistent am Institut für Zivilrecht der Universität Linz und publizierte noch vor Abschluss seines Diplomstudiums sein Erstlingswerk in den Juristischen Blättern. Nach einer Tätigkeit als Universitätsassistent bei Rudolf Reischauer und Peter Rummel sowie als Rechtsanwaltsanwärter in einer Linzer Anwaltskanzlei habilitierte er sich 2004 für das Fach Zivilrecht an der Universität Linz und wurde damit außerordentlicher Universitätsprofessor. Nachdem er sowohl von der Universität Salzburg als auch von der Universität Linz einen Ruf erhalten hatte, folgte er 2008 Karl Spielbüchler als Inhaber des Lehrstuhls für Grundlagenforschung am Linzer Institut für Zivilrecht nach und wurde zum Universitätsprofessor ernannt. Von 2011 bis 2015 war Lukas Dekan der Rechtswissenschaftlichen Fakultät der Universität Linz.
Zu den Forschungsschwerpunkten von Meinhard Lukas zählen das Vertrags-, Leistungsstörungs- und Schadenersatzrecht sowie das internationale Wirtschaftsrecht einschließlich des internationalen Kreditsicherungsrechts. Lukas hat wiederholt Österreich bei der United Nations Commission on International Trade Law (UNCITRAL) in unterschiedlichen Arbeitsgruppen vertreten, wurde vom UNCITRAL-Sekretariat als Experte beigezogen und hat an Projekten des European Center of Tort and Insurance Law sowie des Max-Planck-Instituts für ausländisches und internationales Privatrecht in Hamburg mitgewirkt. Zugleich ist er immer wieder in verschiedene nationale Gesetzgebungsprojekte eingebunden. Seit 2009 ist er Mitherausgeber und Schriftleiter der im Verlag Österreich erscheinenden „Juristischen Blätter“ (JBl.).
2006 bis 2008 war Lukas Vorsitzender des Senats der Johannes Kepler Universität Linz. Seit 2009 ist er Mitglied des Vorstands des Peter-Rummel-Studienfonds zur Förderung begabter Studierender im Bereich des Zivilrechts an der Universität Linz. Weiters ist er Mitglied des Instituts für Bankrecht an der Universität Linz und Präsident des AbsolventInnenverbands des BG/BRG Dr. Schauer Straße in Wels.
Meinhard Lukas ist auch als Rechtsgutachter und Schiedsrichter tätig und nimmt vereinzelt zu aktuellen Rechtsfällen Stellung. Im April 2007 haben Martin Karollus und Meinhard Lukas im Auftrag der Eurofighter Jagdflugzeug GmbH ein Rechtsgutachten zur Zulässigkeit einer Auflösung des Vertrags über 18 Eurofighter-Kampfflugzeuge durch die Republik Österreich erstellt und ein Auflösungsrecht verneint. Letztlich hat Verteidigungsminister Norbert Darabos auf Grundlage des von Helmut Koziol für das Verteidigungsministerium erstellten Gutachtens von einer Vertragsauflösung Abstand genommen und sich mit Eurofighter verglichen. In der Auseinandersetzung um eine Restitution des Gemäldes Die Malkunst von Jan Vermeer durch die Republik Österreich (Kunsthistorisches Museum in Wien) hat Meinhard Lukas für die Familie Czernin von und zu Chudenitz eine umfassende rechtliche Analyse erstellt.
Meinhard Lukas war als Rechtsgutachter für die Landeshauptstadt Linz in einem Rechtsstreit mit der BAWAG P.S.K. tätig. Es ging dabei um ein Swap-Geschäft, das der Stadt einen Schaden von mehr als 400 Millionen € zufügen könnte. Am 28. Juni 2013 legte Lukas jedoch seine ehrenamtliche Funktion als Berater der Stadt Linz in diesem Rechtsstreit zurück, da die zuständigen Politiker „beratungsresistent“ seien.
Im Februar 2013 wurde er mit der Aufarbeitung des Salzburger Spekulationsskandals betraut. Anfang April hat er ein vom Untersuchungsausschuss des Salzburger Landtags beauftragtes Gutachten zur Auflösung von etwa 250 Derivaten im letzten Quartal 2012 vorgelegt. Zugleich prüft er im Auftrag des Landes Salzburg Ansprüche gegen involvierte Banken.
Am 9. Februar 2015 wurde er vom Universitätsrat für die Funktionsperiode 1. Oktober 2015 bis 30. September 2019 zum Rektor der Johannes Kepler Universität Linz gewählt. Außerdem ist er Mitglied des Wissenschaftlichen Beirats des oberösterreichischen Think Tanks ACADEMIA SUPERIOR – Gesellschaft für Zukunftsforschung. Am 5. Mai 2023 wurde Stefan Koch zu seinem Nachfolger als Rektor der JKU ab dem 1. Oktober 2023 gewählt.
Nach dem Rücktritt des Linzer Bürgermeisters Klaus Luger im August 2024 wurde dessen Mandat im Aufsichtsrat der Linzer Veranstaltungs GmbH (LIVA) frei. Als Lugers Nachfolger im Aufsichtsrat wurde von der SPÖ Meinhard Lukas nominiert. Im September 2024 wurde Lukas in der Aufsichtsratssitzung der LIVA zum Aufsichtsratsvorsitzenden gewählt.